# لوفيكسيدين
لوفيكسيدين (Lofexidine)، الذي يُباع تحت الإسم التجاري لوسميرا( Lucemyra ) من بين أسماء أخرى، هو دواء يستخدم لعلاج انسحاب المواد الأفيونية.  وهو ليس فعالا مثل البوبرينورفين .  و يؤخذ عن طريق الفم.  يمكن استخدامه لمدة تصل إلى أسبوعين ويجب إيقافه تدريجيًا.  
وتشمل الآثار الجانبية الشائعة لهذا العلاج على ؛صعوبة في النوم، و انخفاض ضغط الدم مع الوقوف، و بطء معدل ضربات القلب، و النعاس، و جفاف الفم.  قد تشمل الآثار الجانبية الأخرى إطالة فترة كيو تي.  أما السلامة خلال فترة الحمل غير واضحة.  و هو ناهض للمستقبلات الأدرينالية α2 . 
تمت الموافقة عليه للاستخدام الطبي في الولايات المتحدة في عام 2018.  و تبلغ تبلغ تكلفة 84 قرصًا فيها من 0.18 ملجم حوالي 1700 دولار أمريكي اعتبارًا من عام 2021.  تكلفة دواء الكلونيدين المماثل أقل من 10 دولارات أمريكية.  وهو غير متوفر تجاريًا في المملكة المتحدة اعتبارًا من عام 2021. 